# Депо (платформа, Савеловський напрямок)
Депо́ — зупинний пункт/пасажирська платформа Савеловського напрямку Московської залізниці у місті Лобня Московської області. Знаходиться за 28 км від Савеловського вокзалу. Час руху від вокзалу 43 — 45 хвилин.
Пасажирське сполучення здійснюється електропоїздами. Найдальші пункти безпересадкового сполучення (грудень 2010 року):
- У північному напрямку: Савелово, Дубна, Желтиково
- У південному напрямку: Бородіно, Звенигород, Усово

Складається з двох берегових платформ, сполучених між собою настилом. Знаходиться неподалік від Лобненського моторвагонного депо, обслуговуючого приміськими електропоїздами як Савеловський, так і Білоруський напрямки Московської залізниці. Депо «Лобня» утворено незабаром після електрифікації дільниці Москва — Дмитров, що відбулася в 1954 році.

## Реконструкція 2012 року

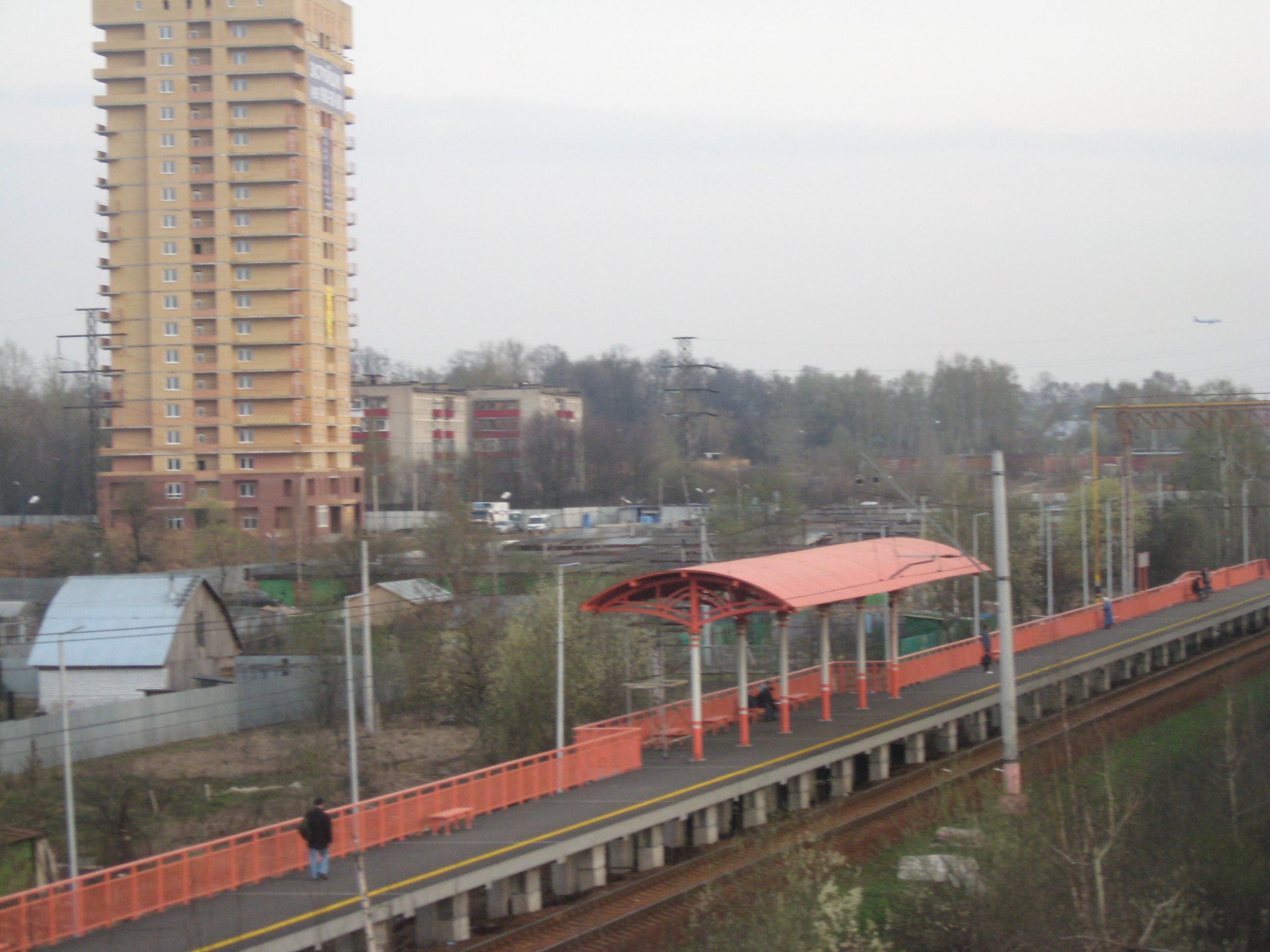
Платформа Депо після реконструкції навесні 2012 року

У 2011/12 рр. здійснено капітальну реконструкцію платформи Депо парного напрямку (з Москви). Стара платформа повністю розібрана, на її місці споруджена нова платформа модульного типу, побудована за допомогою новітніх технологій, з використанням легкорозбірних несучих конструкцій і настилу з стеклокомпозиту. Платформа зібрана з легких модулів, кожен з яких представляє собою кліть з поздовжніх і поперечних балок, накритих суцільним настилом з пластикового композиту — надміцного, екологічно чистого матеріалу на основі скловолокна та поліефірних смол. Це дозволяє в разі необхідності регулювати платформу в горизонтальному і вертикальному напрямках. З інноваційного стеклокомпозитного матеріалу виконані також перила, огорожі, навіс, інформаційні щити, лавки, сходи і пандуси для інвалідів, пішохідні доріжки через залізничні колії і до касового будиночка. Вартість реконструкції склала близько 60 млн рублів.